# Gare de Clelles – Mens
Gare de Clelles - Mens – stacja kolejowa w Clelles, w departamencie Isère, w regionie Owernia-Rodan-Alpy, we Francji.
Jest zarządzana przez Société nationale des chemins de fer français (SNCF) i obsługiwana przez pociągi TER Rhône-Alpes.

## Położenie
Znajduje się na linii Lyon – Marsylia, w km 187,514, na wysokości 831 m n.p.m.

## Linie kolejowe
- Lyon – Marsylia